# Pycnarmon breiralis
Pycnarmon breiralis là một loài bướm đêm trong họ Crambidae.